# 天主教卡拉干達教區
天主教卡拉干達教區（拉丁語：Dioecesis Karagandensis），是羅馬天主教會以哈薩克斯坦中部卡拉干達為中心的一個教區。範圍包括卡拉干達州和東哈薩克斯坦州。屬阿斯塔納總教區。
1991年教廷在卡拉干達設立幅蓋中亞五國的宗座署理區。1999年8月6日建立教區。主教為簡·帕夫爾·倫加。